# Espinho (Portugal)
Espinho es una ciudad portuguesa, situada en el distrito de Aveiro, región estadística del Norte (NUTS II) y comunidad intermunicipal de Gran Área Metropolitana de Oporto (NUTS III), con cerca de 10 200 habitantes en su núcleo central y 31 786 dentro de su término municipal. 
Es sede de un pequeño municipio con 21,42 km² de área y 31 045 habitantes (2021), subdividido en 4 freguesias. El municipio limita al norte con el municipio de Vila Nova de Gaia, al este con Santa Maria da Feira, al sur con Ovar y al oeste con el océano Atlántico.

## Demografía
| Gráfica de evolución demográfica de Espinho entre 1864 y 2021 |
|                                                               |
| Datos según el nomenclátor publicado por el INE portugués.    |

## Freguesias
Las freguesias de Espinho son las siguientes:
- Anta e Guetim
- Espinho
- Páramos
- Silvalde